# Črna smrt in stoletje krize v Španiji
Iberski polotok, je bil tako kot preostali del Evrope, zaznamovan s krizo 13. in 14. stoletja. Konec 13. stoletja je Evropa dosegla mejo fevdalne proizvodnje. Kot posledica je bilo vedno težje doseči ravnovesje med proizvodnjo hrane in prebivalstva. 
Kriza 14. stoletja je ena izmed obdobjih, ki se lahko upošteva tudi kot kriza stoletja oz. kot splošna kriza. Ta kriza 14. stoletja  z zgodovinopisnega vidika označuje smrt srednjega veka.  Lahko govorimo o obdobju »slabih let«, saj so se praktično izgubili vsi pridelki med letoma 1331 in 1333. Vzroki krize so: lakota, vojna, kuga in smrt.
Spomladi 1348 je črna smrt prišla na špansko ozemlje, tja je bila prinesena z ladjo, ki je prišla iz Genove (izvor kuge je bilo mesto Caffa na Krimu). Prvi prizadeti kraj so bili Balearski otoki in od tam se je poleti kuga razširila po vsem polotoku. Kuga je najbolj prizadela mesta, zaradi gostote prebivalstva in higienskega primanjkljaja. Večina žrtev je pripadala nižjemu sloju in ne višjemu, čeprav je kuga prizadela tudi prebivalce višjega sloja. Prebivalstvo je tako ostalo nemočno pred kugo in slepo verjelo v srečo in vero. 
Ekonomske težave fevdalnih gospodarjev so samo pripomogle k pretiranemu izkoriščanju svojih podložnikov.
To obdobje je tudi zaznamovano z mrtvaškim plesom, ki označuje vsesplošnost smrti, ki se ne ozira na življenjski stan, ko izbira svoje žrtve.

## Prekinitev sobivanja kristjanov in Judov
V preteklih stoletjih so odnosi med kristjani in Judi bili dokaj mirni. Kar se je pa v 13. stoletju spremenilo, saj se je na nek način začel antisemitizem. Sprejeti so bili tudi strogi ukrepi proti Judom v Angliji kot tudi v Franciji. 
S prihodom črne smrti (kuge) se je iskal krivec. Judje so bili označeni za krivce kuge, saj so jih obtožili, da so zastrupili vodnjake. 
Vendar se je pa dokončni prelom med kristjani in Judi zgodil nekaj let kasneje  in sicer leta 1391, saj je takrat en duhovnik iz Seville (Fernán Martínez) izkoristil svojo moč in pozicijo ter nagovarjal vse svoje privržence proti Judom v Sevilli. Nasilje se je razširilo po vsem polotoku. Judom so tako dali na izbiro: smrt ali krščanska vera. Kot posledica se je veliko Judov spreobrnilo in sprejelo krst kot edini način preživetja.

## Vpliv krize na cerkev
Kriza 14. stoletja se je odražala tudi v duhovnem življenju. Škofe je bolj zanimalo politično življenje in dogajanje kot pa duhovno življenje. Večina duhovnikov je zanemarjala latinščino. Niti menihi v samostanih niso živeli vzornega življenja. 
Leta 1378 je eksplodiral zahodni razkol, kar je povzročilo sočasni obstoj dveh papežev, enega v Rimu in drugega v Avignonu.